# Piața 22 Decembrie din Suceava

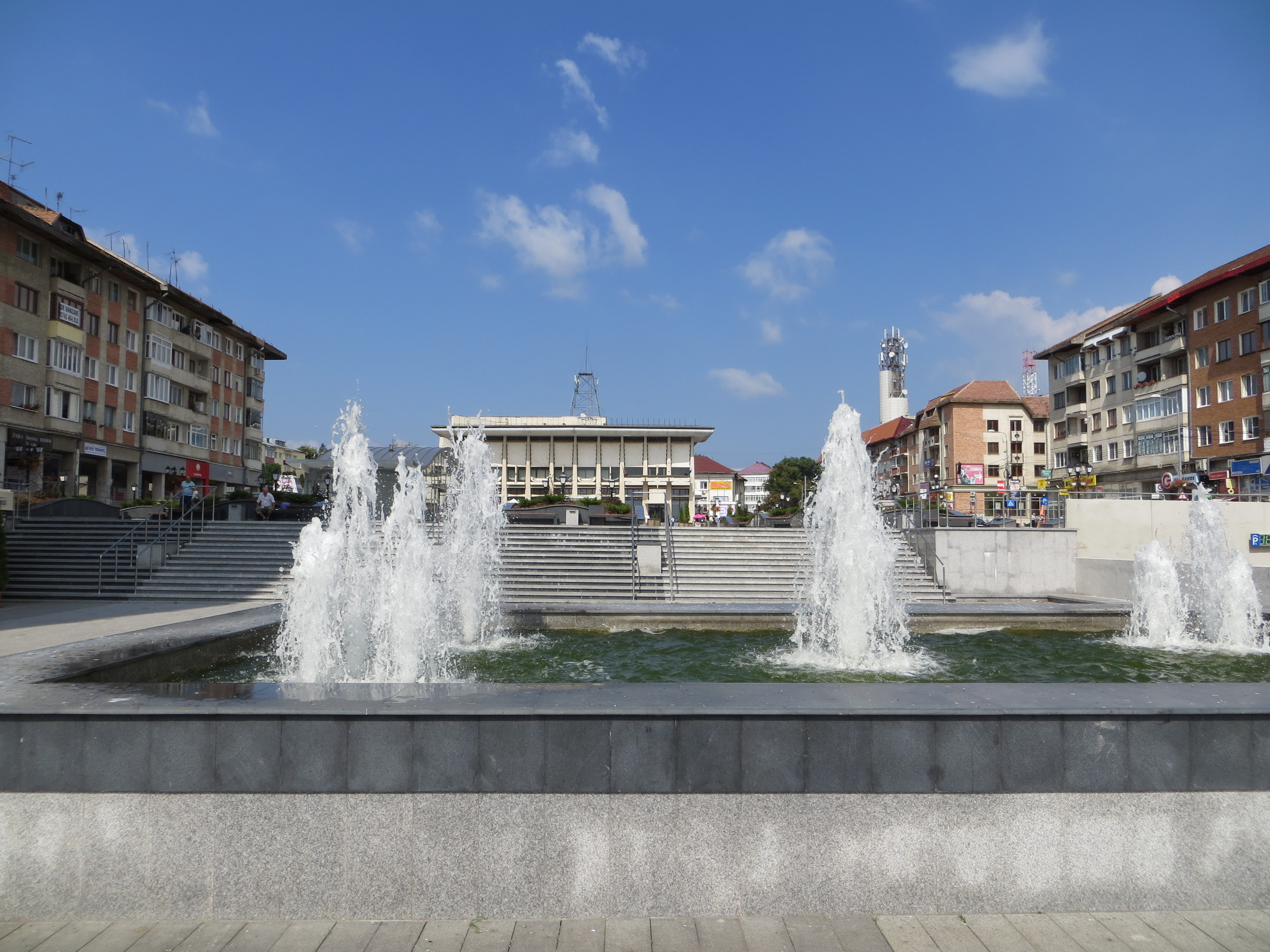
Piața 22 Decembrie din Suceava

Piața 22 Decembrie este o piață publică amenajată în centrul municipiului Suceava, în fața Casei de Cultură a Sindicatelor. Spațiul a fost configurat în anii 1961–1963, iar până în 1989 s-a numit Piața 23 August. Mai este cunoscut sub denumirile informale de Piața Centrală sau Esplanada din fața Casei de Cultură.

## Așezare
Piața 22 Decembrie este un spațiu public pietonal de formă dreptunghiulară ce reprezintă punctul central al orașului Suceava. Piața se întinde între Casa de Cultură (la vest) și strada Ana Ipătescu (la est), paralel cu strada Nicolae Bălcescu (la nord), fiind traversată pe lățime în partea sa vestică de strada Ștefan cel Mare. După traversarea pieței, strada Ștefan cel Mare se continuă către nord până în strada Curtea Domnească, în apropiere de Biserica Sfântul Dumitru, constituind artera pietonală din centrul Sucevei, o zonă preponderent comercială. Datorită poziționării, piața mai este denumită de localnici „Esplanada din fața Casei de Cultură”.
Pe lungime, Piața 22 Decembrie este mărginită de două blocuri de locuințe cu cinci niveluri și cu spații comerciale la parter, cel de pe latura de sud fiind prevăzut cu un portic ce se deschide către piață. Frontul de sud se continuă cu sediul fostei societăți IRE – edificiu proiectat de arhitectul Dan Sergiu Hanganu și adosat în anul 1968 la clădirea Poștei Vechi. În partea nord-vestică a pieței se află blocul ce a găzduit Hotelul „Central” (redenumit apoi Hotel „Suceava”). Din partea estică a spațiului se realizează accesul către Parcul Șipote-Cetate și către stația de transport public local din centrul orașului.
Sub Piața 22 Decembrie se află două parcări subterane, ce pun la dispoziția sucevenilor 162 de locuri de parcare. Parcarea din partea estică a pieței are peste 100 de locuri, iar accesul rutier se realizează din rondul amenajat la intersecția între străzile Nicolae Bălcescu și Ana Ipătescu. Parcarea din partea vestică a pieței are 55 de locuri, iar accesul se face din strada Ciprian Porumbescu, mai precis din rondul amenajat în spatele Casei de Cultură.

## Istoric

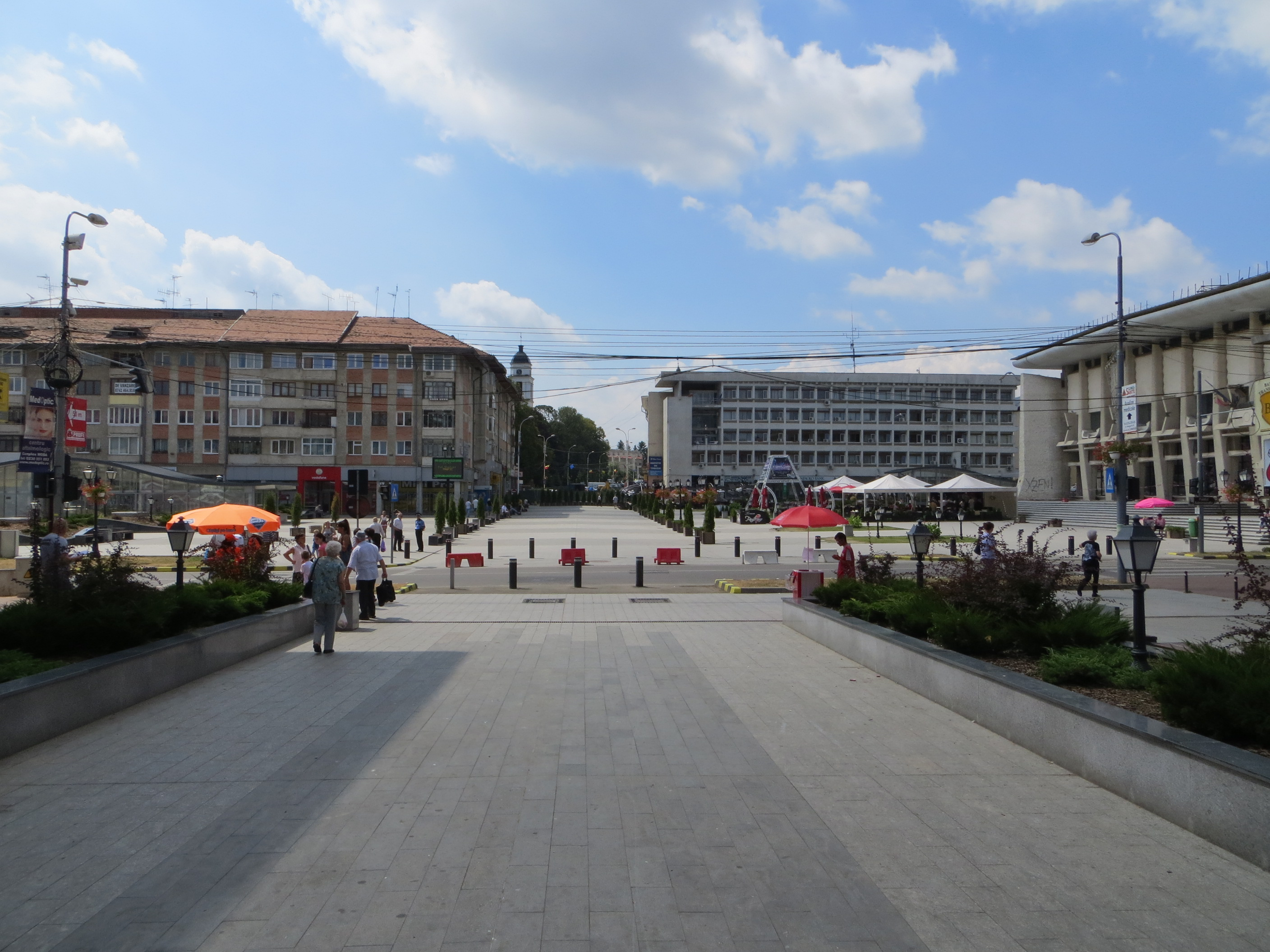
Piața 22 Decembrie, traversată de segmentul pietonal al străzii Ștefan cel Mare. În partea dreaptă se observă edificiul Casei de Cultură și clădirea IRE, iar în plan îndepărtat turla Bisericii romano-catolice din Suceava.

Piața 22 Decembrie s-a numit inițial Piața 23 August, nume ce a fost schimbat după Revoluția din 1989. Ea a apărut în anii 1961–1963, ca urmare a sistematizării centrului Sucevei din perioada comunistă, când o mare parte din clădirile vechi au fost demolate și pe locul lor a apărut un complex nou de blocuri de locuințe, incluzând aici blocul-turn „Union” ridicat în colțul de sud-est al pieței. Ideea dezvoltării pe verticală a conceptului urbanistic prin inserarea unui bloc-turn, cu un regim de înălțime compus din parter, mezanin și zece etaje, a fost un rezultat al modei lansate de primele blocuri-turn din București, „Union” și „Gioconda”, cât și al dorinței manifestate local de a îmbogăți orașul cu un astfel de element, socotit ca o expresie în arhitectura epocii socialiste.
Între clădirile demolate se numără Casa Națională, edificiu format din două corpuri, primul construit la începutul secolului al XX-lea, cel de-al doilea ridicat între anii 1926–1932, pe spațiul actualei piețe. Casa Națională a fost realizată după proiectul arhitectului Konrad Bittner și a reprezentat sediul instituțiilor culturale ale Sucevei: Biblioteca Centrală, Muzeul orașului Suceava și Muzeul „Porumbescu”, Școala Română și Însoțirea orășenilor români, Casinoul funcționarilor români. Lucrările de excavare executate în anul 2011 în vederea construirii parcării subterane au scos la iveală fundațiile acestui imobil care a fost cândva reprezentativ pentru orașul Suceava.
În perioada 1965–1969 a fost ridicată clădirea Casei de Cultură a Sindicatelor, astfel piața centrală fiind redusă considerabil în partea sa vestică. Spațiul deschis care constituie actuala piață a fost inițial decorat cu mobilier urban și cu un mozaic pavimental ornamental. Aici au fost evitate construcțiile din cauza prezenței unor izvoare care curg către Parcul Șipote-Cetate. Timp de circa patru decenii, configurația acestui spațiu public a rămas aproape neschimbată, până în 2010, când au început lucrările de construcție la parcările subterane din subsolul pieței. Lucrările au fost finalizate la sfârșitul anului 2012, cele două parcări fiind inaugurate și deschise publicului la data de 1 decembrie.

## Monumente
Arhitecții Horia Constantinescu și Eusebie Latiș – autorii conceptului urbanistic – au sistematizat piața centrală astfel încât să aibă deschidere spre Cetatea de Scaun a Sucevei. Acest obiectiv poate fi observat din piață, la fel și statuia ecvestră a lui Ștefan cel Mare, amplasată în 1977 în Parcul Șipote-Cetate.
În anul 1976, în partea vestică a spațiului, lângă Casa de Cultură a Sindicatelor, a fost amplasată statuia lui Petru al II-lea Mușat, monument din bronz cu înălțimea de 3,62 metri, realizat de către sculptorul Paul Vasilescu și închinat voievodului moldovean Petru al II-lea, mai cunoscut ca Petru Mușat (1375–1391), cel care a mutat capitala Moldovei de la Siret la Suceava și din vremea căruia datează primul document de atestare a orașului (1388). La data de 9 decembrie 2010, ca urmare a faptului că în Piața 22 Decembrie a început să se amenajeze la începutul lunii noiembrie a aceluiași an o întinsă parcare subterană, autoritățile locale au mutat statuia lui Petru Mușat la Laboratorul Zonal de Restaurare al Muzeului Bucovinei din Parcul Șipote-Cetate. La 23 octombrie 2015, statuia a fost readusă în centrul orașului, însă nu pe vechiul amplasament, ci în spațiul verde din vecinătatea Palatului Administrativ, vizavi de clădirea Muzeului de Științele Naturii.
La data de 28 mai 2009, de Ziua Eroilor României, a fost dezvelită statuia „Bucovina înaripată”, operă a sculptorului Mircea Dăneasa. Monumentul a fost amplasat în Piața 22 Decembrie, vizavi de Casa de Cultură. La 9 decembrie 2010, monumentul a fost reamplasat în Parcul Drapelelor din apropierea Palatului Administrativ.
La 10 aprilie 2009, în estul Pieței 22 Decembrie, lângă fântâna arteziană, a fost amplasat Oul uriaș, monument realizat din fibră de sticlă și omologat drept cel mai mare ou tradițional de Paște din lume. În noaptea de 2/3 martie 2010, Oul uriaș a fost mutat pe platoul Cetății de Scaun a Sucevei, în apropiere de Muzeul Satului Bucovinean.

## Imagini

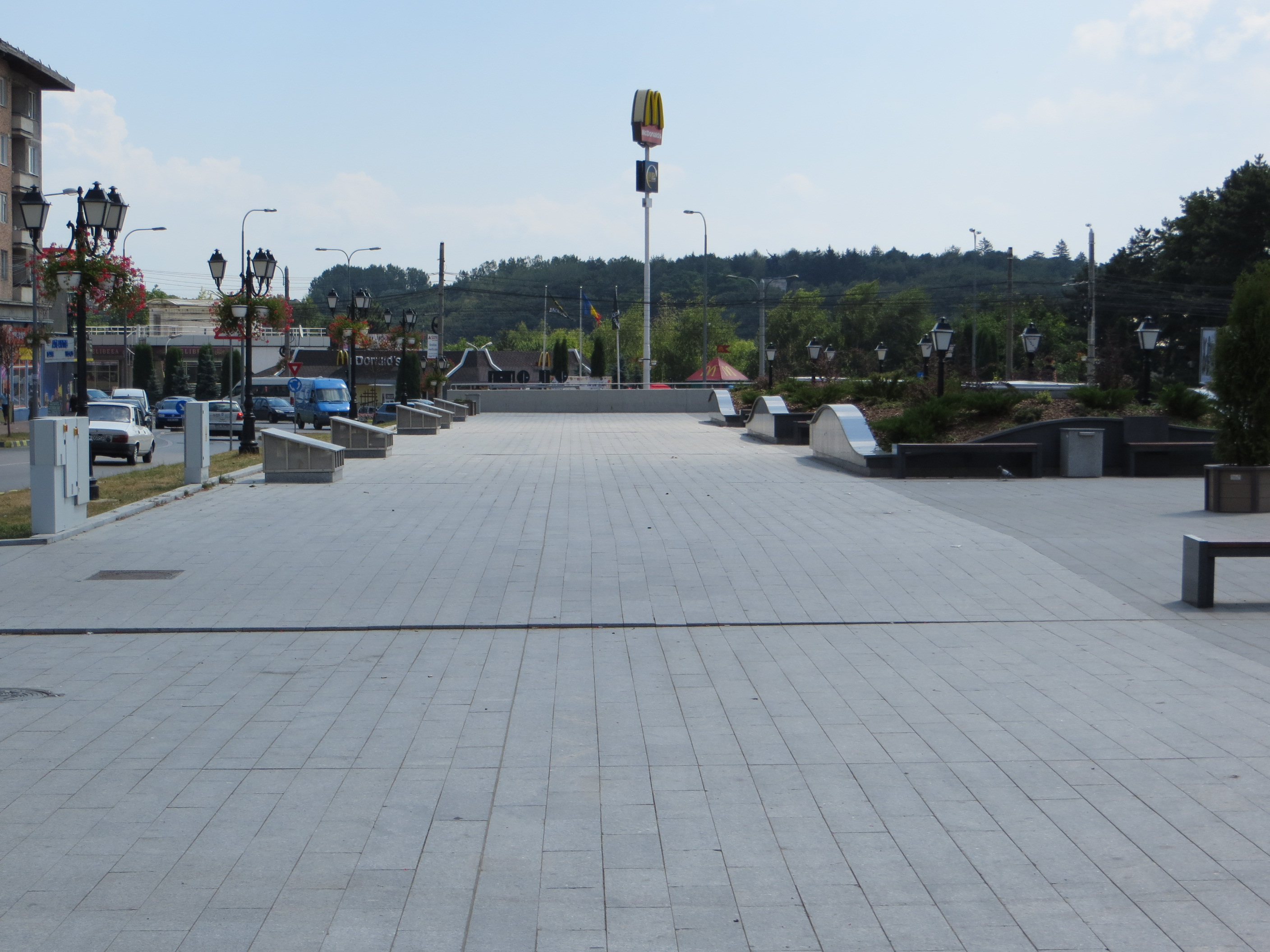
Piața 22 Decembrie și Parcul Șipote-Cetate (în plan depărtat)
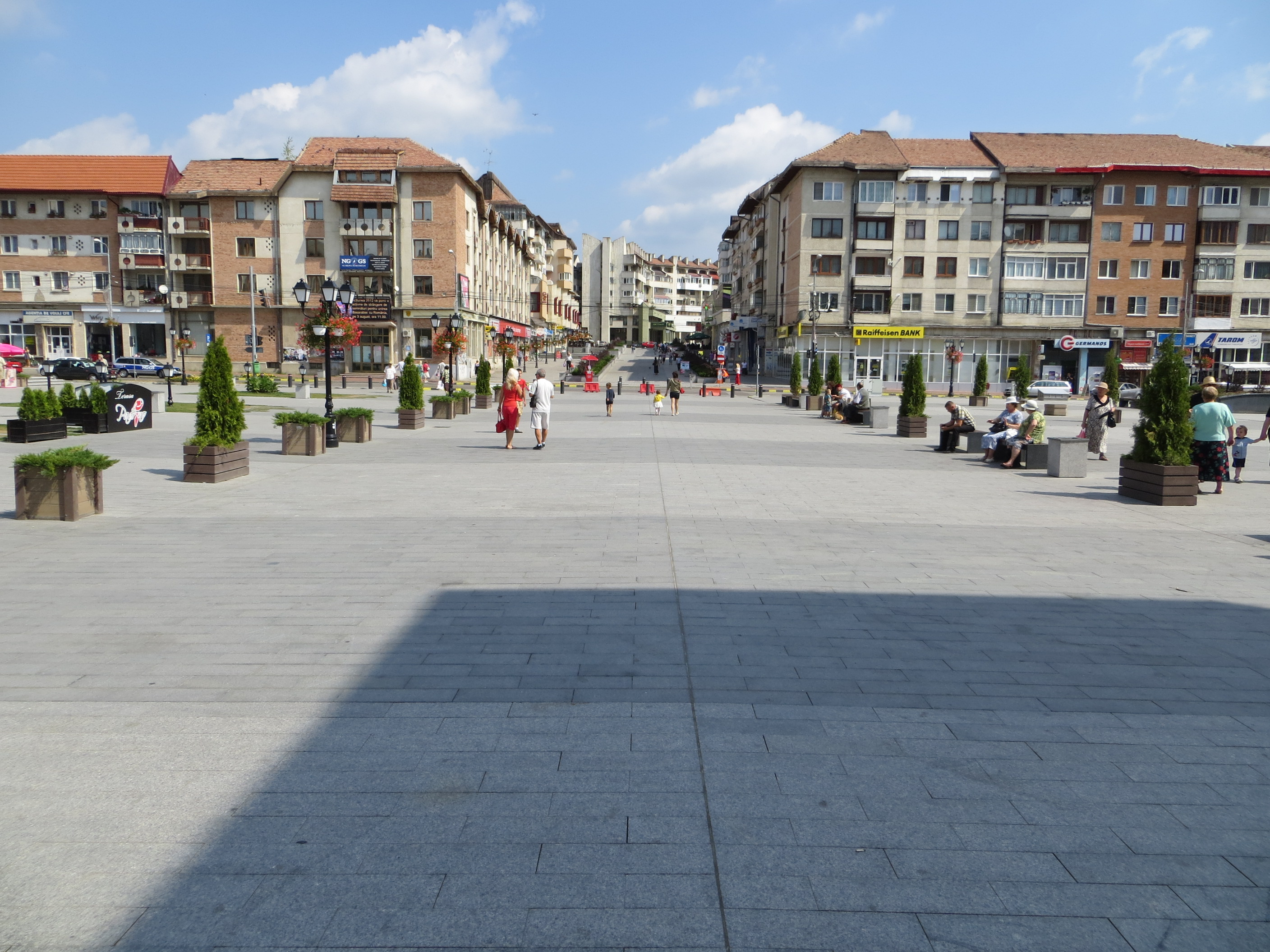
Piața 22 Decembrie și artera pietonală (strada Ștefan cel Mare)
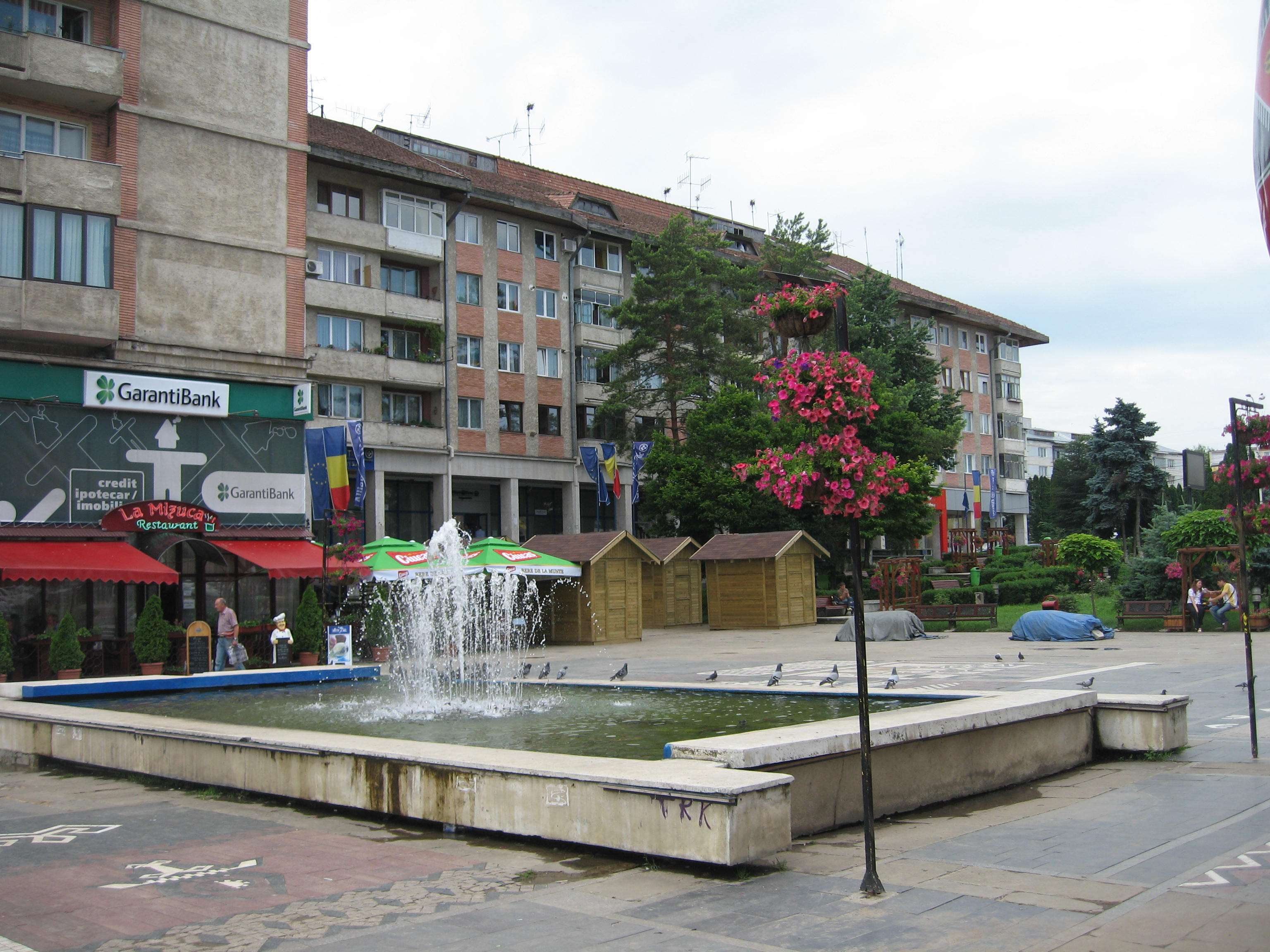
Fântâna arteziană din Piața 22 Decembrie, înainte de 2010
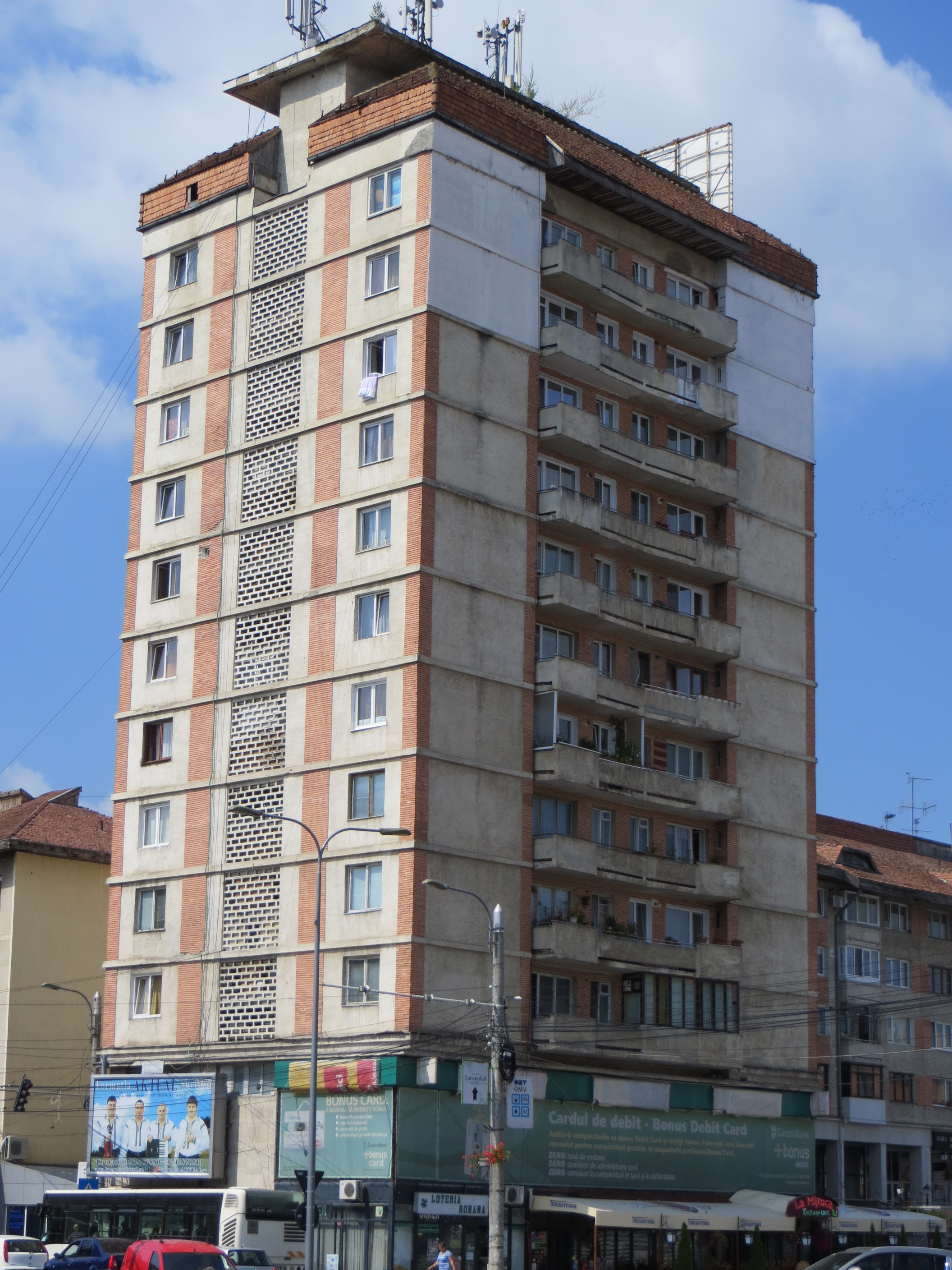
Blocul-turn „Union”, aflat în colțul de sud-est al pieței
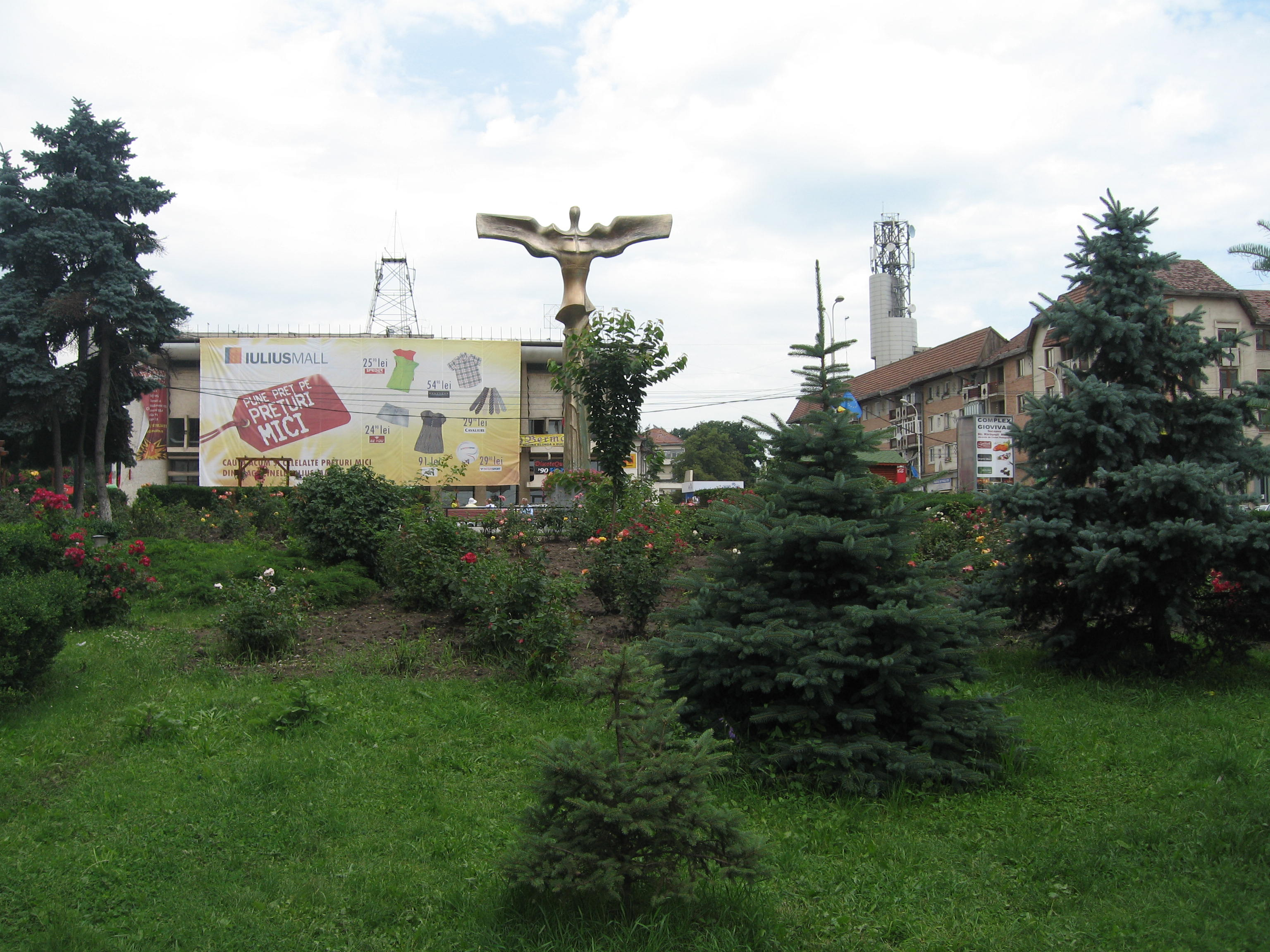
Piața 22 Decembrie și statuia „Bucovina înaripată” (pe vechiul amplasament)
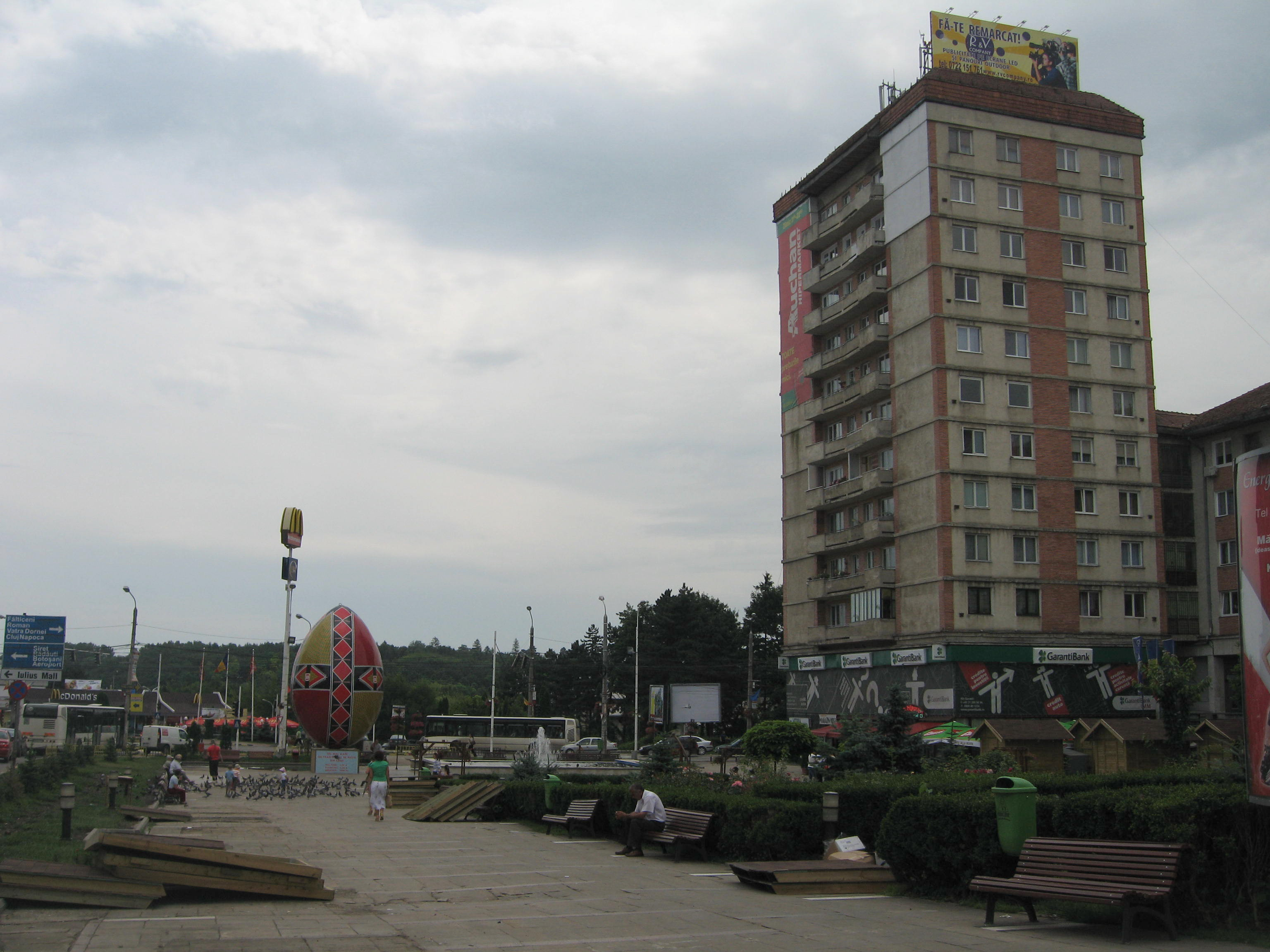
Piața 22 Decembrie, blocul-turn „Union” și Oul uriaș (pe vechiul amplasament)
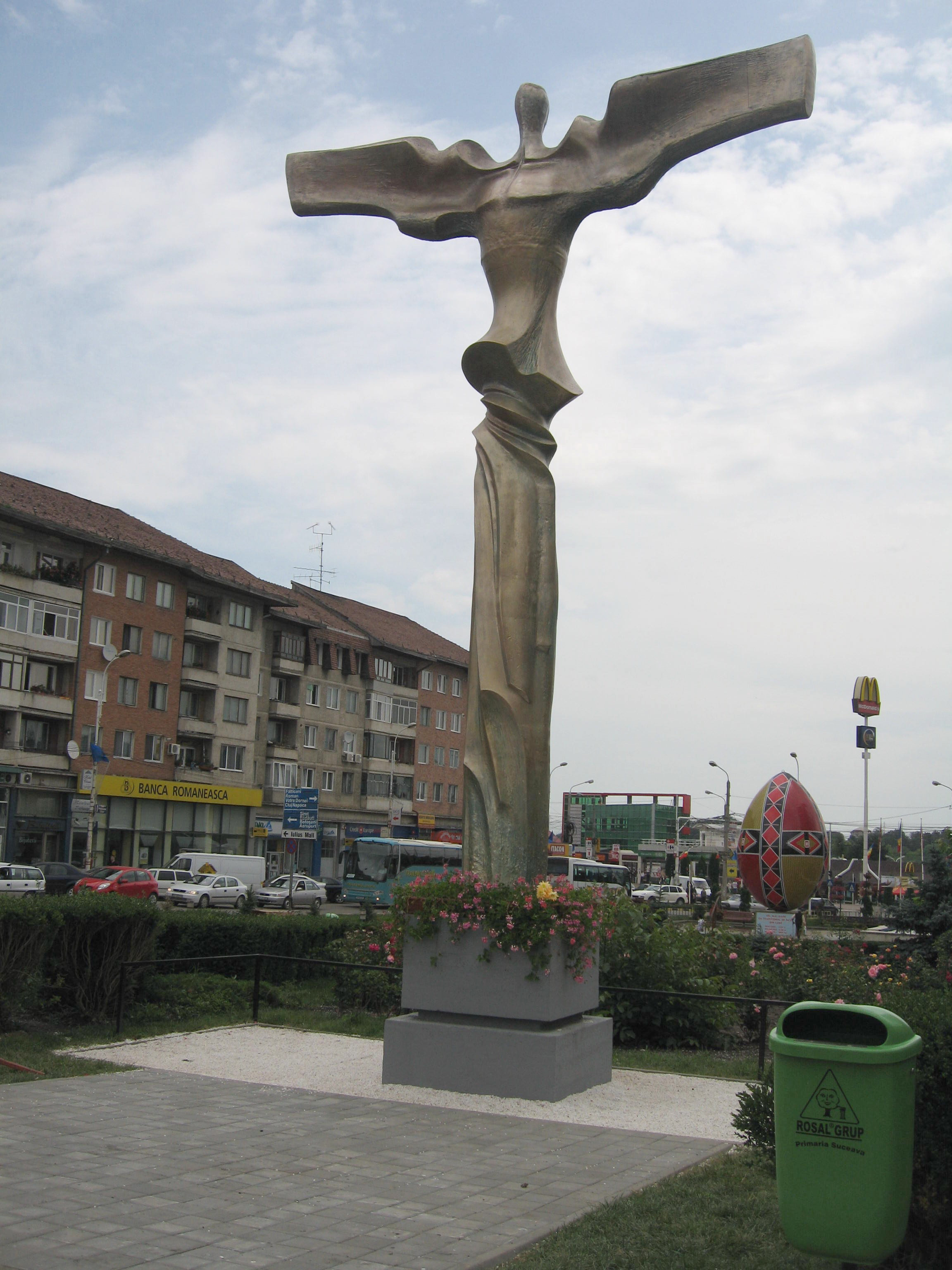
Statuia „Bucovina înaripată”, amplasată în Piața 22 Decembrie între 2009–2010
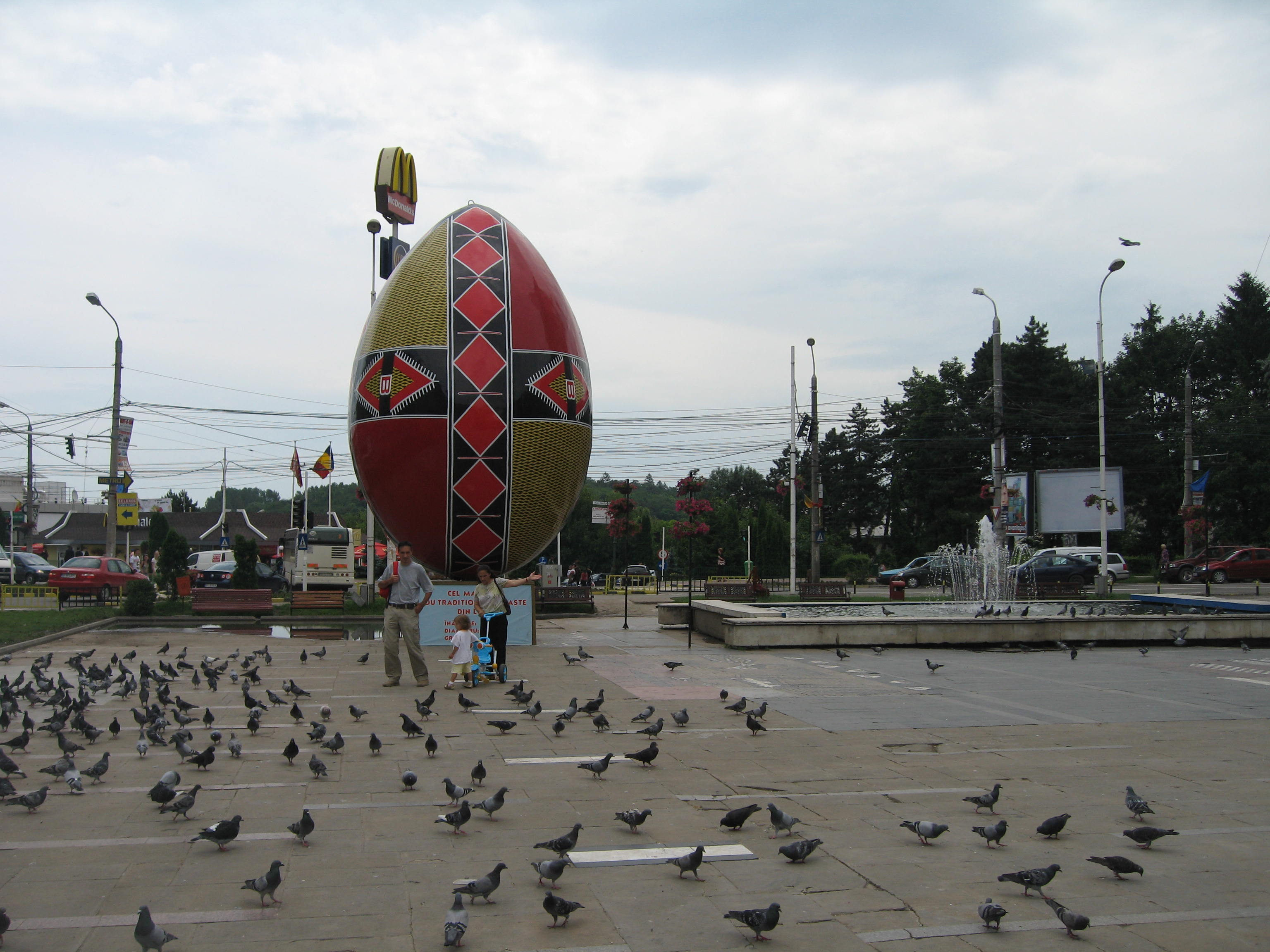
Oul uriaș, amplasat în Piața 22 Decembrie între 2009–2010
Casa de Cultură a Sindicatelor, văzută din Piața 22 Decembrie, înainte de 2010
Casa de Cultură a Sindicatelor și statuia lui Petru al II-lea Mușat (pe vechiul amplasament)
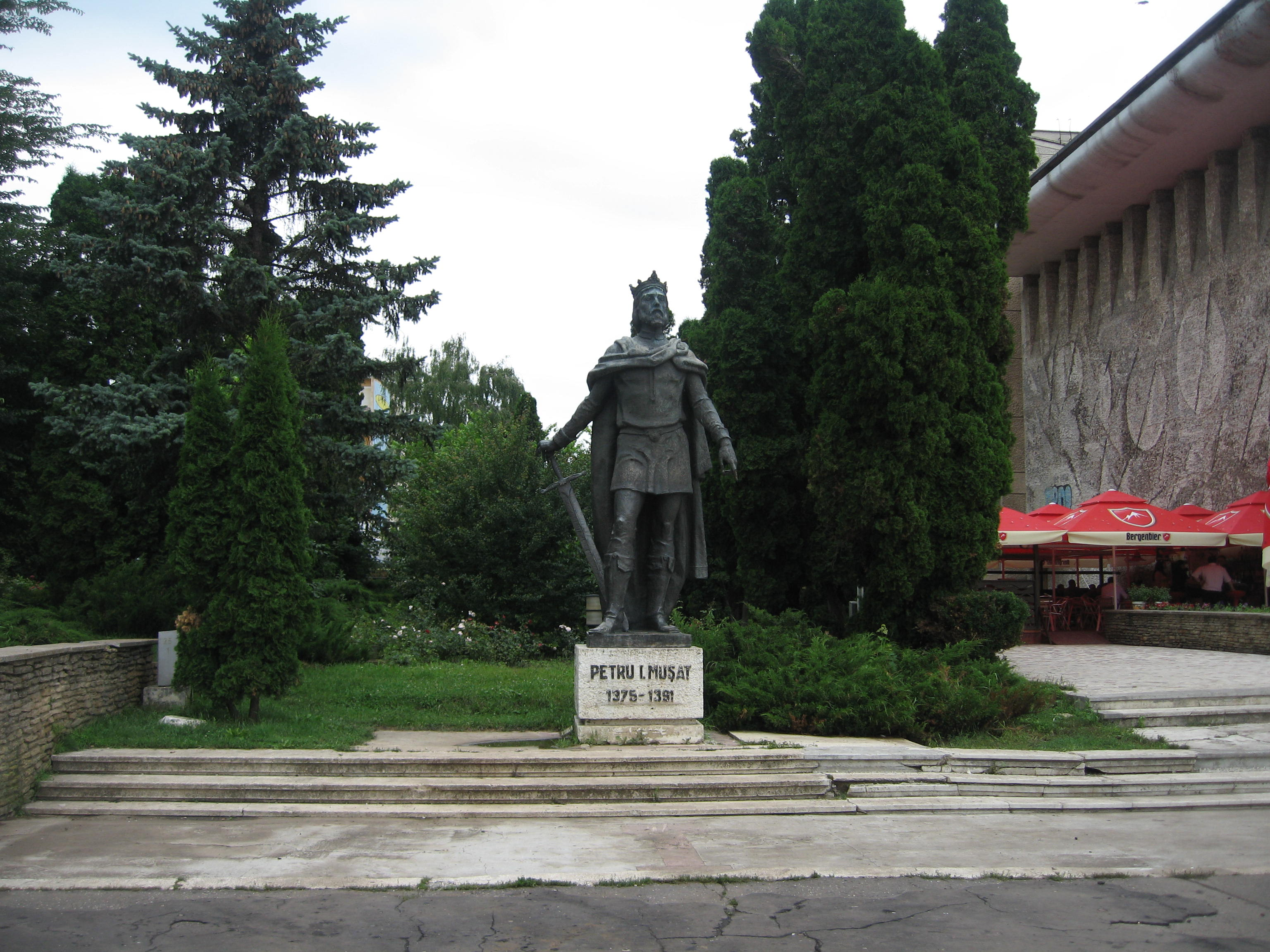
Statuia lui Petru al II-lea Mușat, amplasată în Piața 22 Decembrie între 1976–2010